# Howling Bells
Howling Bells (etwa „heulende Glocken“) ist eine australische Band, deren Mitglieder in England leben.

## Werdegang
Bis zum Jahr 2005 waren Sängerin Juanita Stein, ihr Bruder Joel Stein und Glenn Moule unter dem Namen Waikiki bekannt und lebten bis dahin noch in Australien. 2005 stieß Bassist Brendan Picchio zu ihnen um ihren Sound zu vervollständigen. Gemeinsam zogen sie nach London, in der Hoffnung unter dem Namen Howling Bells eine große Karriere starten zu können. Dort wurden sie wenig später von Simon Raymonde, der Bassist bei der britischen Post Punk-Band Cocteau Twins war, entdeckt, der ihnen einen Vertrag mit seinem Indielabel Bella Union anbot, bei dem unter anderem auch My Latest Novel und The Dears unterzeichneten. Durch gute Kontakte der vorherigen Plattenfirma der Howling Bells in Australien, kamen sie mit Produzent Ken Nelson zusammen, der bereits Coldplay und Snow Patrol produzierte. Im Dezember 2005 erschien die erste Single der Howling Bells mit dem Namen Low Happening. Das Album Howling Bells folgte am 8. Mai 2006 und verkaufte sich bis heute über 25.000 Mal. 2008 unterzeichneten sie einen Vertrag bei dem Label Independiente Records und nahmen ihr zweites Album Radio Wars auf, das im März 2008 in England veröffentlicht wurde.
Seitdem waren sie bereits als Vorgruppe von The Futureheads, The Killers, Snow Patrol, Placebo und Mercury Rev unterwegs. Sind sie auch im deutschsprachigen Raum noch recht unbekannt, werden sie von der englischen Presse immer wieder gelobt und gefeiert. Ein Journalist beschrieb ihren Stil einmal als „Indie Noir“, da sich die Musik der Howling Bells aus Elementen aus Folk, Rock und Country zusammensetzt und gleichzeitig für eine mysteriöse Atmosphäre sorgt, die auch schon mit der Mysteryserie Twin Peaks von David Lynch verglichen wurde.
Im Sommer 2009 traten die Howling Bells im Vorprogramm einzelner Konzerte von Coldplays „Europa Tour 2009“ auf. Sie absolvierten dabei Auftritte in Düsseldorf, München und Bern.

## Stil
Die Musik der Band weist Einflüsse aus der Rock-/Pop-, Blues- und Countrymusik auf.

## Diskografie

### Alben
- Howling Bells (8. Mai 2006)
- Radio Wars (9. Februar 2009)
- The Loudest Engine (12. September 2011)
- Heartstrings (2. Juni 2014)

### Singles
- Low Happening (nur als Download-Single) (2005)
- Wishing Stone (2006)
- Blessed Night (2006)
- Setting Sun (2006)
- Low Happening (Wiederveröffentlichung) (2007)
- Into the Chaos (17. November 2008, nur als Vinyl-Single erhältlich)
- Cities Burning Down (2009)
- Digital Hearts (2009)
- EP 3 (2011) (nur als Download)